# Kelenföldi Szent Gellért-plébánia
A Budapest-Kelenföldi Szent Gellért Plébánia Budapest XI. kerületének egyik katolikus plébániája. Első temploma 1930-ban épült a Kelenföldi pályaudvar közelében, és 2014-ben bontották le. Az új Szent Gellért-templomot az eredeti helyszíntől kicsit távolabb emelték, építését 1984-ben kezdték meg, felszentelésére 1992-ben került sor.
A plébánia az Esztergom-Budapesti főegyházmegye Budai-Középső Espereskerületéhez tartozik. Hozzá tartozik a Szent Szabina lelkészség és Szent Benedek Tanulmányi Ház.

## Története

### Az egyházközség létrejötte és az első templom
Budapest Kelenföld városrészében 1920-ban alakult meg a Kelenföldi Templomépítő Egyesület; a vasárnapi szentmiséket abban az időben a városrész leányiskolájának tornatermében tartották. Közben az egyesület céljainak megfelelően és nevéhez híven megkezdték egy templom építését is, amit elkészültét követően dr. Mészáros János érseki helynök áldott meg 1930-ban. Ugyanebben az évben szervezték meg az önálló egyházközséget is, részben a ciszterci plébánia, részben a tabáni plébánia területéből; a plébánia megszervezését a főhatóság megbízása alapján dr. Takách János végezte. 1933-ban önálló lelkészség létesült itt, a plébániai jogot pedig 1937-ben nyerte el az egyházközség. A plébánián 1930-tól van önálló anyakönyvezés, a korábbi anyakönyvek a tabáni és a szentimrevárosi plébánián találhatók.
Az 1930-as években számos közösség működött a plébánián, köztük a 419. sz. Huba cserkészcsapat (ill. vízicserkészcsapat 6 hajóval). A csapatnak 1935-ben már csónakháza állt a Magyar Cserkészszövetség népszigeti Központi Vízitelepén.
Mivel az elsőként emelt, mindössze 163 négyzetméteres alapterületű templomot valójában csak ideiglenesnek szánták, 1940-ben gyűjtésbe kezdtek egy új, 3000 hívő befogadására alkalmas templom építésére; az építmény terveit dr. Irsy László készítette el. A háború azonban keresztülhúzta az egyházközség terveit, pénzügyi tartalékaikat új templom építése helyett kénytelenek voltak a háborúban megrongálódott régi istenháza helyreállítására fordítani. Néhány évvel a háború vége után, 1948-ban ugyan a plébánia megvásárolta a XI. kerületi Bartók Béla út 149-151. szám alatti ingatlant, egy kisegítő kápolna és egy sekrestyés lakás létesítésének céljára, de a kommunizmus térnyerése nem segítette az egyházközség fejlesztési terveit: a telket az állam kisajátította a Kőfaragóipari Vállalat számára.
Az 1950-es években itt jött létre a Regnum Marianum első, rendházon kívül alapított közössége, melynek keretei között aktív ifjúsági élet folyt. Ezért a plébánia káplánjai közül Rózsavölgyi László, Emődi László és Keglevich István ellen is büntetőeljárás indult, és 1961-ben, illetve 1965-ben is koncepciós perben (első és második regnumi per) börtönbüntetésre ítélték őket. A kelenföldi regnumi közösségben nőttek fel Bajcsy Lajos, Balás Béla, Blanckenstein Miklós, Diószegi László és Blanckenstein György későbbi regnumi atyák.
A kommunista hatalomátvétel után az egyesületek megszűntek, a közösségi élet összezsugorodott. 1969-ben a régi városrészek lebontásával a hívek egy része más városrészekbe költözött; a plébánia az újonnan felépült kelenföldi és őrmezői lakótelepre (1971) költözőket próbálta megszólítani.
A régi templomot a gyülekezet 1992-ig használta, habár az épület állapota fokozatosan romlott, a rendszerváltás körüli években a szerkezete is megroggyant, később pedig a tetőzete is berogyott. Megüresedése után a helyiségben egy ideig hajléktalanellátást végzett az egyház, majd ideiglenes építőanyag-raktárnak használták egy részét. Az 1990-es évek második felében ismét az államhoz került, ettől fogva az állaga még gyorsabb romlásnak indult, olyannyira, hogy 2012 körül le is kellett falazni a bejáratát, nehogy valamelyik építőelem ráomoljon egy oda behúzódó hajléktalanra. Az épületet, amely sosem kapott műemléki címet, végül 2014. szeptember közepén bontottatta le az egyházközség. Helyén az Esztergom-Budapesti Főegyházmegye kollégiumot épített, mely 2020 szeptemberében Collegium Adalbertinum néven nyílt meg.

### Az új templom építése
Az új templom ötlete és pénzügyi alapjának megteremtése Krichenbaum József plébános nevéhez fűződik. Ő érzett rá arra a magyarországi piaci űrre, hogy minden temetkezési forma csak 25 évre biztosít elhelyezést. Ezzel szemben az épülő templom altemplomában kialakított urnatemetőben kezdetben egyszeri megváltási díjért korlátlan ideig biztosította a végső nyughelyet 1 fülkében akár 4 embernek is. Különösen a külföldre került magyarok körében lett népszerű, hiszen így leszármazottak nélkül is a végső nyughely valóban egy magyarországi végső nyughely lehetett. A korlátlanság lehetőségét később az egyház megtiltotta, de az ötlet elérte célját a még szocializmus idején elkezdett legnagyobb méretű új templom felépült.
A Szent Gellért-templom és plébánia alapkövét 1984. szeptember 24-én, Szent Gellért ünnepén tették le. Az új épületben az első szentmise 1992 karácsonyán volt, amikor gyertyás körmenettel költözött át a gyülekezet a régi templomból az új helyre. Az új templomot úgy építették meg Kiss András Ybl-díjas építész tervei alapján, hogy zárt belső tere zsúfoltság nélkül is képes legyen befogadni legalább 1500 embert. 1997-től a templom melletti telken kialakított, s a Szent Sírról elnevezett kolumbárium tovább bővült, a bővítést 2003 őszén adták át. A kápolna sajátossága a tetőtér fordított csónak alakja, amely Noé bárkájára emlékeztet, egyúttal a természetes világítást is biztosítja.
Időközben, 1999 augusztusára megépült a templom harangtornya is, illetve ugyanebben az időszakban nyílt meg Varga Imre szobrászművész alkotásaival az Árpád-házi szentek szoborkertje; ez utóbbiban Szent István és Szent László király, Szent Imre herceg, Árpád-házi Szent Erzsébet és Árpád-házi Szent Margit bronz mellszobra látható. Ugyancsak Varga Imre alkotása a plébánia védőszentjének, Szent Gellértnek vértanúságát megjelenítő, s a templom oromzatán látható szobra, a II. Szilveszter pápát ábrázoló szobor, a templom előterében, valamint a Szent Sír kápolnában álló Fájdalmas Szűzanya is.
A Mindszenty-kápolnában Mindszenty József esztergomi érsek bronzszobra – ami az elvhűséget, Krisztus és az egyház melletti rendíthetetlen kitartást szimbolizálja – Meszlényi Antal alkotása, ugyanő alkotta a templomban látható monumentális Krisztus-szobrot is. Az altemplom Apor Vilmosról elnevezett termében az 1945-ben vértanúhalált szenvedett győri püspök domborműve látható, ezt Mózessy Egon álmodta meg. A külső keresztút állomásainak mozaikképét Mazzag Orsolya iparművész, az képet körülvevő üvegkeretet pedig Haba Erika iparművész készítette.
A Budapest-kelenföldi Szent Gellért templom tornyában 3, az urnatemető feletti haranglábon 1 harang lakik. A nagy- , közép- és lélekharang kiemelt jármon, a kisharang egyenes jármon függ. A három nagyobb harang csőlineáris motorral szól, a lélekharang kézzel húzva szólaltatható meg.
A templom búcsúnapja védőszentjének, Szent Gellért vértanú püspöknek emléknapja: szeptember 24.
2023 szeptemberében megalakul az 1049. sz. Márton Áron cserkészcsapat.

## Papjai

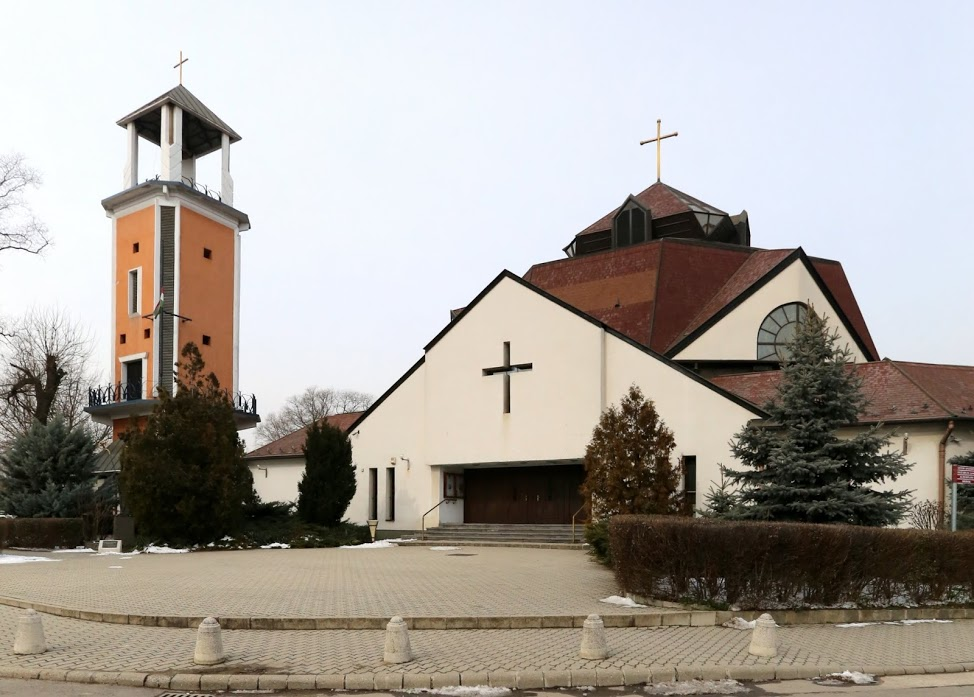
A templom a Bartók Béla út felől nézve

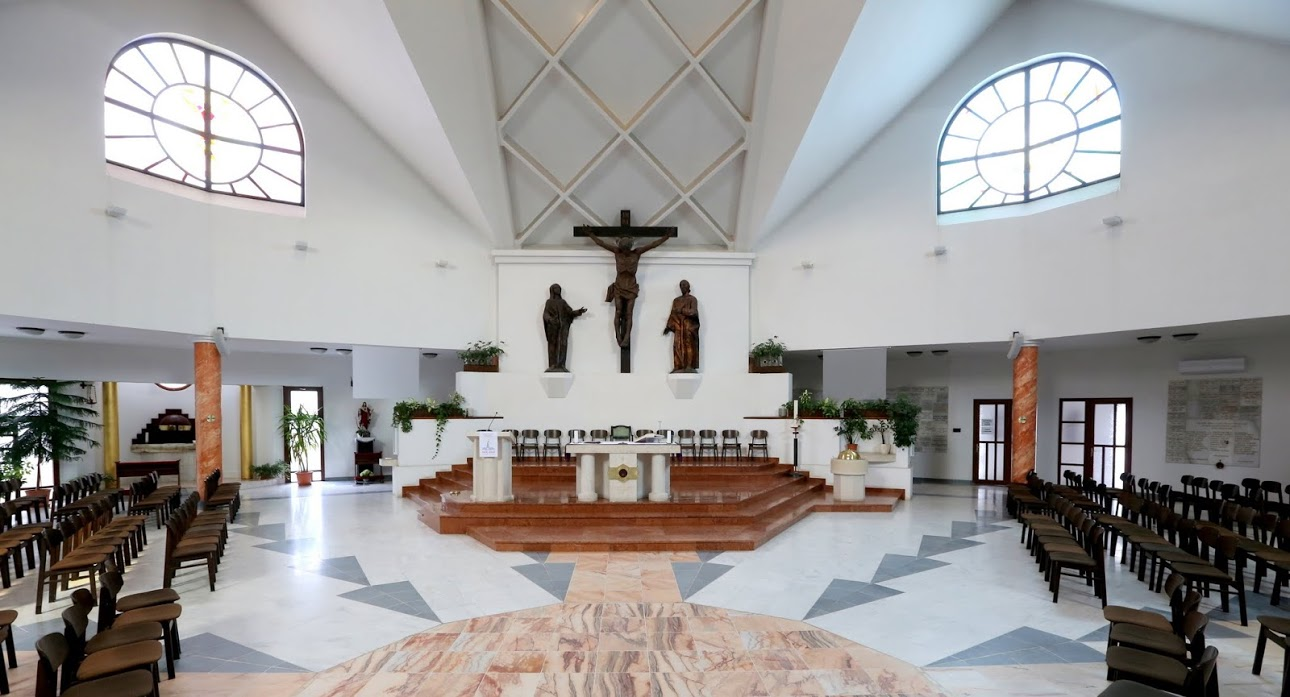
A templom belseje

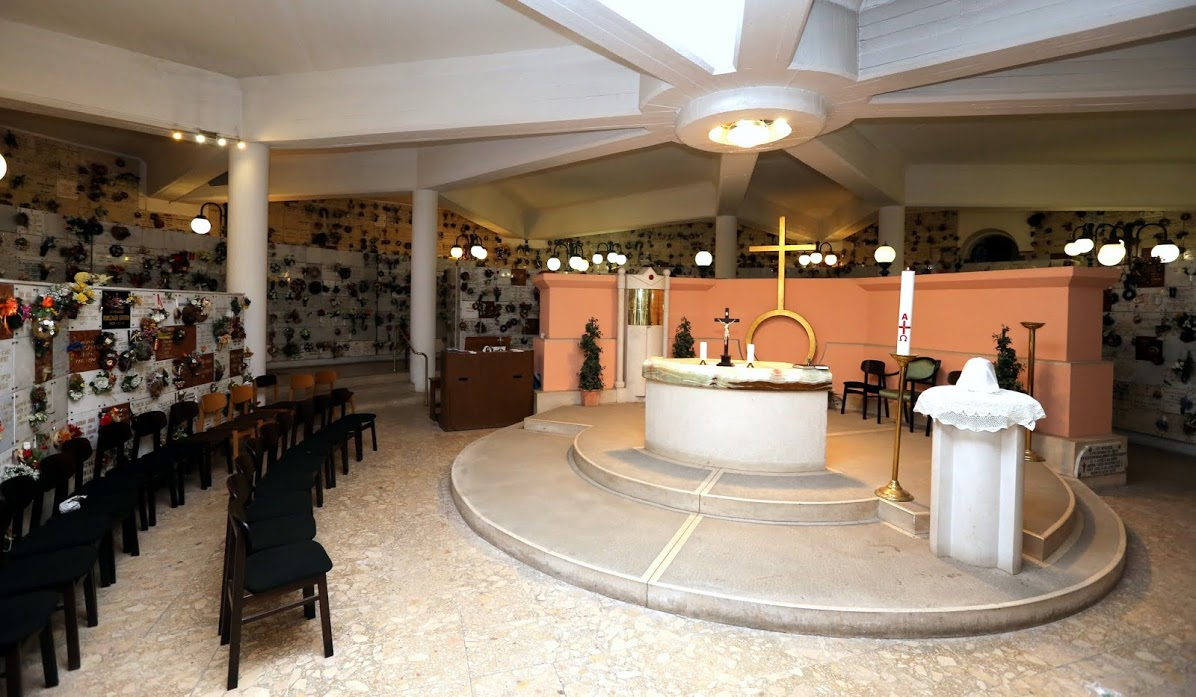
Az altemplom

### Plébánosok
| Év        | Név                | Megjegyzés                                                    |
| --------- | ------------------ | ------------------------------------------------------------- |
| 1930–1954 | Dr. Takách János   | [ 2 ]                                                         |
| 1955–1979 | Dr. Élő József     | 1954.09.01-jétől plébánoshelyettes, 1955.02.01-jétől plébános |
| 1979–2001 | Krichenbaum József | [ 2 ]                                                         |
| 2001      | Musits Antal       | ideiglenesen plébániai kormányzóként                          |
| 2001–2020 | Forgács Alajos     | [ 2 ] [ 16 ] [ 17 ]                                           |
| 2020–     | Kelemen Imre       | [ 17 ]                                                        |

### Káplánok
| Év                           | Név                | Megjegyzés                                |
| ---------------------------- | ------------------ | ----------------------------------------- |
| (...)                        |                    |                                           |
| 1945                         | Tompa Nándor       | [ 18 ] [ 19 ]                             |
| 1946                         | Sulyok László      | [ 20 ]                                    |
| 1947–1948                    | Dunay Antal        |                                           |
| 1948–1949                    | Sághy Ferenc       | [ 21 ]                                    |
| ?–1954                       | Dr. Élő József     | 1954-től plébánoshelyettes, majd plébános |
| 1949–1957                    | Rózsavölgyi László | [ 19 ] [ 22 ]                             |
| 1954–1960                    | Keglevich István   | [ 23 ]                                    |
| ? (1954 után)–? (1958 után)  | Réthy László       | [ 6 ] [ 9 ]                               |
| 1958–1960                    | Emődi László       | [ 19 ] [ 24 ]                             |
| 1960–1961                    | Gallai József      | [ 25 ]                                    |
| (...)                        |                    |                                           |
| ? (1972 után)–? (1984 előtt) | Turcsik György     | [ 26 ] [ 27 ]                             |
| 1979–1984                    | Bodó Károly        | [ 28 ]                                    |
| 1984–1990                    | Lipp László        | [ 26 ] [ 29 ]                             |
| 1990–1993                    | Kemenes Gábor      | [ 26 ] [ 30 ]                             |
| 1993–1994                    | Sulok Tibor        | [ 31 ]                                    |
| 1994–2004                    | Ailer Gáspár       | [ 32 ]                                    |
| 2002–2006                    | Zsiga Péter        | [ 33 ]                                    |
| 2006–2009                    | Ujházy Lóránd      | [ 34 ]                                    |
| 2009–2011                    | Paduraru Iulian    | [ 35 ]                                    |
| 2011–2013                    | Lak Gábor          | [ 36 ]                                    |
| 2013–2015                    | Ádám Miklós        | [ 37 ]                                    |
| 2015–2020                    | Bakos Zsolt        | [ 17 ] [ 38 ]                             |
| 2020–2021                    | Tihanyi Péter      | [ 17 ]                                    |
| 2021–2024                    | Riesz Domonkos     | [ 39 ]                                    |
| 2024–                        | Piukovics Dániel   |                                           |

### Kisegítő lelkészek
| 2005–2007 | Siményi Ferenc | [ 40 ] |
| 2018–     | Müller György  | [ 41 ] |
| 2019–2021 | Charles Ejieji | [ 42 ] |

### Állandó diakónusok
| Év    | Név             | Megjegyzés |
| ----- | --------------- | ---------- |
| (...) |                 |            |
| 1998– | Börcsök Árpád   | [ 43 ]     |
| 2006– | Kovács Ferenc   | [ 44 ]     |
| 2017– | Szarvas Levente |            |